# 1293
Il 1293 (MCCXCIII in numeri romani) è un anno  del XIII secolo.

## Eventi
- Il condottiero svedese Torkel Knutsson fondò a Vyborg un avamposto di frontiera.
- Nel regno di Napoli il terremoto del 4 settembre causa gravi danni e lutti in tutta l'area del Sannio e danneggia gravemente la chiesa di Santa Maria Donnaregina a Napoli.
- Nell'isola di Giava nasce il regno di Majapahit
- Viene vietato ai nobili di Firenze di ricoprire cariche pubbliche.

## Nati
- 8 febbraio - Clemenza d'Ungheria, regina († 1328)
- 8 marzo - Kitabatake Chikafusa, scrittore e politico giapponese († 1354)
- 8 maggio - Filippo VI di Francia, re († 1350)
- 12 ottobre - Margaret de Clare, contessa di Gloucester, nobile britannica († 1342)
- 17 novembre - Filippo V di Francia, re francese († 1322)
- 28 novembre - Yesün Temür Khan, imperatore cinese († 1328)
- Beatrice di Castiglia, nobile spagnola († 1359)
- Jacopo Dondi dell'Orologio, medico, astronomo e orologiaio italiano († 1359)
- Giovanna di Borgogna, regina († 1349)
- Mahaut di Châtillon, nobildonna francese († 1358)
- Matilde di Hainaut, principessa († 1331)
- Ugo Roger, vescovo cattolico, cardinale e abate francese († 1363)
- Jan van Ruusbroec, presbitero e scrittore fiammingo († 1381)
- Jeanne de Divion, falsaria francese († 1331)

## Morti
- 12 gennaio - Pere d'Urtx, nobile e vescovo cattolico spagnolo
- 15 febbraio - Giovanni degli Avvocati, vescovo cattolico italiano
- 1º aprile - Carino Pietro da Balsamo, religioso italiano
- 21 aprile - Giovanni VII di Alessandria, vescovo cristiano orientale egiziano
- 12 maggio - Enrico IV di Kuenring-Weitra, nobile austriaco
- 2 agosto - Jean Cholet, cardinale francese
- 15 agosto - Capocchio, alchimista italiano
- 18 settembre - Oberto III, vescovo cattolico italiano
- 7 ottobre - Pinamonte dei Bonacolsi, politico italiano (n. 1206)
- 14 dicembre - Al-Ashraf Khalil, sultano turco (n. 1262)
- Loderingo degli Andalò, religioso italiano
- Davide VI di Georgia, re (n. 1225)
- Enrico di Gand, filosofo fiammingo
- Hovhannes Erznkatsi, filosofo e traduttore armeno (n. 1230)
- Obizzo II d'Este, nobile italiano
- Francesco d'Accorso, giurista e letterato italiano (n. 1225)
- Guido Novello Guidi, condottiero e politico italiano (n. 1227)
- Balthasar Holte
- Isabella de Fortibus, nobildonna inglese
- Narjot de Toucy, ammiraglio francese
- Niccolò dell'Isola, militare italiano
- Orrico Scaccabarozzi, presbitero e poeta italiano
- Jean de Villiers, francese
- Adenolfo d'Aquino, nobile e politico italiano

## Calendario
| Calendario 1293 | Calendario 1293 | Calendario 1293 | Calendario 1293 | Calendario 1293 | Calendario 1293 | Calendario 1293 | Calendario 1293 | Calendario 1293 | Calendario 1293 | Calendario 1293 | Calendario 1293 | Calendario 1293 | Calendario 1293 | Calendario 1293 | Calendario 1293 | Calendario 1293 | Calendario 1293 | Calendario 1293 | Calendario 1293 | Calendario 1293 | Calendario 1293 | Calendario 1293 | Calendario 1293 | Calendario 1293 | Calendario 1293 | Calendario 1293 | Calendario 1293 | Calendario 1293 | Calendario 1293 | Calendario 1293 | Calendario 1293 | Calendario 1293 |
| --------------- | --------------- | --------------- | --------------- | --------------- | --------------- | --------------- | --------------- | --------------- | --------------- | --------------- | --------------- | --------------- | --------------- | --------------- | --------------- | --------------- | --------------- | --------------- | --------------- | --------------- | --------------- | --------------- | --------------- | --------------- | --------------- | --------------- | --------------- | --------------- | --------------- | --------------- | --------------- | --------------- |
|                 | 1               | 2               | 3               | 4               | 5               | 6               | 7               | 8               | 9               | 10              | 11              | 12              | 13              | 14              | 15              | 16              | 17              | 18              | 19              | 20              | 21              | 22              | 23              | 24              | 25              | 26              | 27              | 28              | 29              | 30              | 31              |                 |
| Gennaio         | Gi              | Ve              | Sa              | Do              | Lu              | Ma              | Me              | Gi              | Ve              | Sa              | Do              | Lu              | Ma              | Me              | Gi              | Ve              | Sa              | Do              | Lu              | Ma              | Me              | Gi              | Ve              | Sa              | Do              | Lu              | Ma              | Me              | Gi              | Ve              | Sa              |                 |
| Febbraio        | Do              | Lu              | Ma              | Me              | Gi              | Ve              | Sa              | Do              | Lu              | Ma              | Me              | Gi              | Ve              | Sa              | Do              | Lu              | Ma              | Me              | Gi              | Ve              | Sa              | Do              | Lu              | Ma              | Me              | Gi              | Ve              | Sa              |                 |                 |                 |                 |
| Marzo           | Do              | Lu              | Ma              | Me              | Gi              | Ve              | Sa              | Do              | Lu              | Ma              | Me              | Gi              | Ve              | Sa              | Do              | Lu              | Ma              | Me              | Gi              | Ve              | Sa              | Do              | Lu              | Ma              | Me              | Gi              | Ve              | Sa              | Do              | Lu              | Ma              |                 |
| Aprile          | Me              | Gi              | Ve              | Sa              | Do              | Lu              | Ma              | Me              | Gi              | Ve              | Sa              | Do              | Lu              | Ma              | Me              | Gi              | Ve              | Sa              | Do              | Lu              | Ma              | Me              | Gi              | Ve              | Sa              | Do              | Lu              | Ma              | Me              | Gi              |                 |                 |
| Maggio          | Ve              | Sa              | Do              | Lu              | Ma              | Me              | Gi              | Ve              | Sa              | Do              | Lu              | Ma              | Me              | Gi              | Ve              | Sa              | Do              | Lu              | Ma              | Me              | Gi              | Ve              | Sa              | Do              | Lu              | Ma              | Me              | Gi              | Ve              | Sa              | Do              |                 |
| Giugno          | Lu              | Ma              | Me              | Gi              | Ve              | Sa              | Do              | Lu              | Ma              | Me              | Gi              | Ve              | Sa              | Do              | Lu              | Ma              | Me              | Gi              | Ve              | Sa              | Do              | Lu              | Ma              | Me              | Gi              | Ve              | Sa              | Do              | Lu              | Ma              |                 |                 |
| Luglio          | Me              | Gi              | Ve              | Sa              | Do              | Lu              | Ma              | Me              | Gi              | Ve              | Sa              | Do              | Lu              | Ma              | Me              | Gi              | Ve              | Sa              | Do              | Lu              | Ma              | Me              | Gi              | Ve              | Sa              | Do              | Lu              | Ma              | Me              | Gi              | Ve              |                 |
| Agosto          | Sa              | Do              | Lu              | Ma              | Me              | Gi              | Ve              | Sa              | Do              | Lu              | Ma              | Me              | Gi              | Ve              | Sa              | Do              | Lu              | Ma              | Me              | Gi              | Ve              | Sa              | Do              | Lu              | Ma              | Me              | Gi              | Ve              | Sa              | Do              | Lu              |                 |
| Settembre       | Ma              | Me              | Gi              | Ve              | Sa              | Do              | Lu              | Ma              | Me              | Gi              | Ve              | Sa              | Do              | Lu              | Ma              | Me              | Gi              | Ve              | Sa              | Do              | Lu              | Ma              | Me              | Gi              | Ve              | Sa              | Do              | Lu              | Ma              | Me              |                 |                 |
| Ottobre         | Gi              | Ve              | Sa              | Do              | Lu              | Ma              | Me              | Gi              | Ve              | Sa              | Do              | Lu              | Ma              | Me              | Gi              | Ve              | Sa              | Do              | Lu              | Ma              | Me              | Gi              | Ve              | Sa              | Do              | Lu              | Ma              | Me              | Gi              | Ve              | Sa              |                 |
| Novembre        | Do              | Lu              | Ma              | Me              | Gi              | Ve              | Sa              | Do              | Lu              | Ma              | Me              | Gi              | Ve              | Sa              | Do              | Lu              | Ma              | Me              | Gi              | Ve              | Sa              | Do              | Lu              | Ma              | Me              | Gi              | Ve              | Sa              | Do              | Lu              |                 |                 |
| Dicembre        | Ma              | Me              | Gi              | Ve              | Sa              | Do              | Lu              | Ma              | Me              | Gi              | Ve              | Sa              | Do              | Lu              | Ma              | Me              | Gi              | Ve              | Sa              | Do              | Lu              | Ma              | Me              | Gi              | Ve              | Sa              | Do              | Lu              | Ma              | Me              | Gi              |                 |